# Абдурахманова, Дильбар Гулямовна
Дильба́р Гулямовна Абдурахма́нова (узб. Dilbar Gʻulomovna Abdurahmonova; 1 мая 1936, Москва — 20 марта 2018, Ташкент) — советский и узбекский дирижёр, скрипач, педагог, народная артистка СССР (1977). Первая женщина-дирижёр в Узбекистане.

## Биография
Родилась 1 мая 1936 года в Москве.
С 1948 по 1955 годы училась в Ташкентской музыкальной школе им. Р. Глиэра (ныне — Республиканский специальный музыкальный академический лицей им. Р. Глиэра) по классу скрипки (одновременно училась в 110-й математической школе). Окончила Ташкентскую государственную консерваторию (ныне — Государственная консерватория Узбекистана) по классу скрипки у Б. Тителя в 1959 году, отделение оперно-симфонического дирижирования (класс М. Ашрафи) в 1960 году.
Во время учёбы, с 1957 по 1960 годы — скрипач в оркестре Государственного театра оперы и балета им. А. Навои (ныне Государственный академический Большой театр имени А. Навои).
В 1957 году в качестве студента—дирижёра участвовала во Всемирном фестивале молодёжи и студентов в Москве.
С 1960 года — дирижёр Государственного театра оперы и балета им. А. Навои, в 1974—1990 — главный дирижёр и художественный руководитель театра, затем — дирижёр-постановщик.
С 1959 года участвовала в декадах культуры и искусства Узбекистана за рубежом. Гастролировала по городам СССР, а также в Египте (1966), Германии, Румынии, Таиланде, Сингапуре.
В 1982 году заочно окончила отделение экономики и планирования театрального дела Ташкентского театрально-художественного института им. А. Н. Островского (ныне Государственный институт искусств и культуры Узбекистана).
Преподавала оперное исполнительство в Государственной консерватории Узбекистана (профессор).
Член КПСС с 1965 года.
Скончалась 20 марта 2018 года на 82-м году жизни в Ташкенте. Похоронена на кладбище «Минор».

### Семья
- Отец — Гулям Абдурахманов (1910—1987), оперный певец, народный артист Узбекской ССР (1950)
- Мать — Зухра Файзиева, оперная певица
- Муж (с 1960) — Уткур Абдуллаевич Шамуратов (род. 1934), инженер
- Дочери — Лола и Рано[4]

## Награды и звания
- Народная артистка Узбекской ССР (1969)
- Государственная премия Узбекской ССР имени Хамзы (1973) — за постановку балета «Тановар» А. Козловского
- Народная артистка СССР (1977)
- орден Дружбы народов (1986)
- орден «Мехнат шухрати» (2001, Узбекистан)[5]
- орден «Фидокорона хизматлари учун» (2012, Узбекистан)[6]

## Творчество
В репертуаре дирижёра более 60 оперных и балетных спектаклей, среди них:
Оперы
- «Аида» Дж. Верди
- «Бал-маскарад» Дж. Верди
- «Буран» М. Ашрафи и С. Василенко
- «Возвращение» Я. Сабзанова
- «Грозные дни» Б. Бровцына
- «Искатели жемчуга» Ж. Бизе
- «Лейли и Меджнун» Р. Глиэра и Т. Садыкова
- «Огненный ангел» С. Прокофьева
- «Омар Хайям» М. Бафоева
- «Оптимистическая трагедия» А. Холминова
- «Отелло» Дж. Верди
- «Паяцы» Р. Леонкавалло
- «Пётр Первый» А. Петрова
- «Пиковая дама» П. Чайковского
- «Проделки Майсары» С. Юдакова
- «Риголетто» Дж. Верди
- «Самсон и Далила» К. Сен-Санса
- «Сердце матери» Х. Рахимова
- «Телефон» Дж. Менотти
- «Травиата» Дж. Верди
- «Трубадур» Дж. Верди
- «Фауст» Ш. Ф. Гуно
- «Хивинский орден» Р. Абдуллаева
- «Человеческий голос» Ф. Пуленка[7]
- «Шапка с ушами» Э. Хагагортяна
- «Шехерезада» (сюита) Н. Римского-Корсакова
- «Севильский цирюльник» Дж. Россини
- «Любовный напиток» Г. Доницетти

Балеты
- «Бахчисарайский фонтан» Б. Асафьева
- «Амулет любви» М. Ашрафи
- «Любовь и меч» М. Ашрафи
- «Анна Каренина» Р. Щедрина
- «Барышня и хулиган» Д. Шостаковича
- «Баядерка» на музыку Л. Минкуса
- «Болеро» М. Равеля
- «Доктор Айболит» И. Морозова
- «Дон Жуан» Л. Фейгина
- «Жизель» А. Адана
- «Золотой ключик» Б. Зейдмана
- «Золушка» С. Прокофьева
- «Испанские миниатюры», музыка народная
- «Коппелия» Л. Делиба
- «Кармен-сюита» Ж. Бизе-Р. Щедрина
- «Корсар» А. Адана
- «Кырк — кыз» (Сорок девушек) Л. Фейгина
- «Лебединое озеро» П. Чайковского
- «Мечта» И. Акбарова
- «Мирандолина» С. Василенко
- «Поэма двух сердец» А. Меликова
- «Раймонда» А. Глазунова
- «Семург» Б. Бровцына
- «Сотворение мира» А. Петрова
- «Спартак» А. Хачатуряна
- «Спящая красавица» П. Чайковского
- «Томирис» У. Мусаева
- «Тановар» А. Козловского
- «Тщетная предосторожность» П. Гертеля
- «Тысяча и одна ночь» Ф. Амирова
- «Франческа да Римини» П. Чайковского
- «Шопениана» на музыку Ф. Шопена
- «Штраусиана» на музыку И. Штрауса
- «Щелкунчик» П. Чайковского
- «Дон Кихот» Л. Минкуса